# Aforia
Aforia é um gênero de gastrópodes pertencente a família Cochlespiridae.

## Espécies
- Aforia abyssalis Sysoev & Kantor, 1987[3]
- Aforia aulaca (Dall, 1896)
- Aforia circinata (Dall, 1873)[4]
- Aforia crebristriata (Dall, 1908)[5]
- Aforia goniodes (Watson, 1881)[6]
- Aforia goodei (Dall, 1890)[7]
- Aforia hedleyi (Dell, 1990)
- Aforia hypomela (Dall, 1889)
- Aforia indomaris Sysoev & Kantor, 1988[8]
- Aforia inoperculata Sysoev & Kantor, 1988[9]
- Aforia kincaidi (Dall, 1919)[10]
- Aforia kupriyanovi Sysoev & Kantor, 1987[11]
- Aforia magnifica (Strebel, 1908)[12]
- Aforia moskalevi Sysoev & Kantor, 1987[13]
- Aforia multispiralis Dell, 1990[14]
- Aforia obesa Pastorino & Sánchez, 2016
- Aforia persimilis (Dall, 1890)
- Aforia serranoi Gofas, Kantor & Luque, 2014
- Aforia staminea (Watson, 1881)[15]
- Aforia tasmanica Sysoev & Kantor, 1988[16]
- Aforia trilix (Watson, 1881)[17]
- Aforia watsoni Kantor, Harasewych & Puillandre, 2016

Espécies extintas do Oligoceno na América do Norte
- †Aforia addicotti Javidpour, 1973
- †Aforia campbelli Durham 1944
- †Aforia dallamensis (Weaver, 1916)
- †Aforia ecuadoriana Olsson 1964 (Plioceno do Equador)
- †Aforia tricarinata Addicott, 1966
- †Aforia wardi (Tegland, 1933)

Espécies trazidas para a sinonímia
- Aforia chosenensis Bartsch, 1945: sinônimo de Aforia insignis (Jeffreys, 1883)
- Aforia diomedea Bartsch, 1945: sinônimo de Aforia circinata (Dall, 1873)
- Aforia gonoides (Watson, 1881: sinônimo de Aforia goniodes (Watson, 1881)
- Aforia hondoana (Dall, 1925):[18] sinônimo de Aforia circinata (Dall, 1873)
- Aforia insignis (Jeffreys, 1883): sinônimo de Aforia circinata (Dall, 1873)
- Aforia japonica Bartsch, 1945: sinônimo de Aforia circinata (Dall, 1873)
- Aforia lepta (Watson, 1881):[19] sinônimo de Aforia watsoni Kantor, Harasewych & Puillandre, 2016
- Aforia okhotskensis Bartsch, 1945:[20] sinônimo de Aforia circinata (Dall, 1873)
- Aforia sakhalinensis Bartsch, 1945:[21] sinônimo de Aforia circinata (Dall, 1873)